# Nande koko ni sensei ga!?
Nande koko ni sensei ga!? (なんでここに先生が!?? lett. "Perché l'insegnante è qui!?"), noto anche con il titolo inglese Why the Hell are You Here, Teacher!?, è un manga scritto e disegnato da Soborou, serializzato sulla rivista Weekly Young Magazine per serie per un pubblico seinen di Kōdansha dal 2017. I capitoli della serie sono stati raccolti in undici volumi tankōbon. Una serie televisiva anime prodotta da Tear Studio e ispirata al fumetto originale è stata trasmessa su Tokyo MX dall'8 aprile 2019.

## Trama
Le vicende ruotano intorno a Ichiro Sato, studente delle superiori che si ritrova improvvisamente in situazioni alquanto eccitanti insieme a Kana Kojima, giovane insegnante considerata dagli studenti un vero e proprio demonio. Con il susseguirsi dei capitoli, la serie introduce altri studenti che analogamente a Ichiro vivono situazioni imbarazzanti con altre professoresse del suo stesso istituto.

## Media

### Manga
Nande koko ni sensei ga!? è un manga scritto e illustrato da Soborou, pubblicato in un primo momento sul periodico Weekly Young Magazine di Kōdansha come capitolo autoconclusivo dal titolo Golden Times. Successivamente, nel 2017 inizia la propria serializzazione regolare sulla medesima rivista. A novembre 2020, undici volumi tankōbon sono stati pubblicati in totale.
| Nº | Data di prima pubblicazione | Data di prima pubblicazione                                                 | Data di prima pubblicazione |
| Nº | Giapponese                  | Giapponese                                                                  |                             |
| -- | --------------------------- | --------------------------------------------------------------------------- | --------------------------- |
| 1  | 6 gennaio 2017              | ISBN 978-4-06-382904-4                                                      |                             |
| 2  | 6 settembre 2017            | ISBN 978-4-06-510150-6 (ed. regolare) ISBN 978-4-06-510348-7 (ed. limitata) |                             |
| 3  | 5 gennaio 2018              | ISBN 978-4-06-510804-8 (ed. regolare) ISBN 978-4-06-510899-4 (ed. limitata) |                             |
| 4  | 7 maggio 2018               | ISBN 978-4-06-511380-6 (ed. regolare) ISBN 978-4-06-510348-7 (ed. limitata) |                             |
| 5  | 5 ottobre 2018              | ISBN 978-4-06-513157-2 (ed. regolare) ISBN 978-4-06-513748-2 (ed. limitata) |                             |
| 6  | 6 marzo 2019                | ISBN 978-4-06-514807-5 (ed. regolare) ISBN 978-4-06-514808-2 (ed. limitata) |                             |
| 7  | 20 giugno 2019              | ISBN 978-4-06-515747-3 (ed. regolare) ISBN 978-4-06-513770-3 (ed. limitata) |                             |
| 8  | 6 settembre 2019            | ISBN 978-4-06-513771-0 (ed. regolare) ISBN 978-4-06-513771-0 (ed. limitata) |                             |
| 9  | 6 dicembre 2019             | ISBN 978-4-06-517858-4 (ed. regolare) ISBN 978-4-06-513772-7 (ed. limitata) |                             |
| 10 | 7 maggio 2020               | ISBN 978-4-06-519541-3 (ed. regolare) ISBN 978-4-06-519559-8 (ed. limitata) |                             |
| 11 | 6 novembre 2020             | ISBN 978-4-06-521335-3 (ed. regolare) ISBN 978-4-06-521334-6 (ed. limitata) |                             |

### Anime
Una serie televisiva anime da 12 episodi ispirata al fumetto fu annunciata nel numero 44 del 2018 della rivista Weekly Young Magazine, uscito il 1º ottobre 2018. L'anime è diretto da Toshikatsu Tokoro, animato da Tear Studio con l'aspetto dei personaggi delineato da Kazuhiko Tamura. Yūki Takabayashi e Yuri Fujimaru si sono occupati della composizione serie, mentre Hiraku Kaneko ha ricoperto il ruolo dei direttore capo; Gin ha composto le musiche di sottofondo. La serie è stata trasmessa dall'8 aprile al 24 giugno 2019 su Tokyo MX e BS11. Sumire Uesaka ha interpretato la sigla di apertura della serie "Bon Kyu— Bon wa Kare no Mono" (ボン♡キュッ♡ボンは彼のモノ♡?)., mentre quella di chiusura è intitolata "Ringo-iro Memories" (りんご色メモリーズ?) e interpretata in varie versioni da Uesaka, Yūko Gotō, Shizuka Ishigami e Nozomi Yamamoto nei loro corrispettivi ruoli dell'anime. Sentai Filmworks ha acquisito i diritti della serie per la pubblicazione al di fuori dell'Asia. Un episodio aggiuntivo verrà incluso nel box Blu-Ray nipponico dell'anime, la cui pubblicazione è prevista a partire dall'11 dicembre 2019.

#### Episodi
| Nº  | Titolo italiano (traduzione letterale) Giapponese 「Kanji」 - Rōmaji                                               | In onda          | In onda |
| Nº  | Titolo italiano (traduzione letterale) Giapponese 「Kanji」 - Rōmaji                                               | Giapponese       |         |
| 1   | Prima ora 「ゴールデンタイムズ / 汗尻泉」 - Gōruden Taimuzu / Ase shiri izumi                                      | 8 aprile 2019    |         |
| 2   | Seconda ora 「雨宿り / 風梨汁」 - Amayadori/ fūrin-jiru                                                            | 15 aprile 2019   |         |
| 3   | Terza ora 「よいどれ / 大人げ」 - Yoi dore/ otonage                                                                | 22 aprile 2019   |         |
| 4   | Quarta ora 「約束」 - Yakusoku                                                                                     | 29 aprile 2019   |         |
| 5   | Quinta ora 「聖母in / まん◯ん電車」 - Seibo in / ma n ◯ n densha                                                   | 6 maggio 2019    |         |
| 6   | Sesta ora 「ウキ雨季DAY / ぴぎぃバック」 - Uki uki DAY/ Pigi Bakku                                                 | 13 maggio 2019   |         |
| 7   | Settima ora 「ミッション淫ポッシブル / ラブラブお買いもの」 - Misshon Imposshiburu / Raburabu o kaimono            | 20 maggio 2019   |         |
| 8   | Ottava ora 「ソウナンですね / キーすとーん」 - Sounan desu ne / Kīsutōn                                            | 27 maggio 2019   |         |
| 9   | Nona ora 「Sikin` / 所YOU権」 - Sikin `/ Tokoro YOU-ken                                                            | 3 giugno 2019    |         |
| 10  | Decima ora 「無氷情 / シャンパンツ」 - Muhyōjō / Shanpantsu                                                        | 10 giugno 2019   |         |
| 11  | Undicesima ora 「海水欲 / 挿入洞」 - Kaisui yoku / sōnyū hora                                                      | 17 giugno 2019   |         |
| 12  | Dodicesima ora 「美ター&吸ィート / おめでた」 - Bitā & Ūīto / omedeta                                              | 24 giugno 2019   |         |
| OAV | Per che diamine di motivo sono qui gli insegnanti!? 「なんでここに先生たちが!?」 - Nande koko ni sensei-tachi ga!? | 11 dicembre 2019 |         |

### Annotazioni al testo
1. ↑  Tokyo MX ha indicato l'orario d'inizio del primo episodio alle ore 25:05 del 7 aprile 2019, corrispondenti alle ore 01:05 dell'8 aprile 2019.

### Fonti
1. ↑  (EN) Mikikazu Komatsu, Screening Event for Why the Hell are You Here, Teacher!? Anime's Uncensored Version Planned in June, in Crunchyroll, 27 aprile 2019. URL consultato l'11 ottobre 2021.
2. 1 2 3 4  (EN) Nande Koko ni Sensei ga!? Manga Gets TV Anime, su animenewsnetwork.com, Anime News Network, 30 settembre 2018. URL consultato il 30 settembre 2018.
3. ↑   Sentai Filmworks Lands “Why the Hell are You Here, Teacher!?”, su Sentai Filmworks. URL consultato il 30 marzo 2019 (archiviato dall'url originale il 30 marzo 2019).
4. 1 2  (JA) なんでここに先生が！？（１１）, su Kodansha. URL consultato l'11 ottobre 2021.
5. ↑  (JA) なんでここに先生が！？, su Kodansha. URL consultato il 30 settembre 2018.
6. ↑  (JA) なんでここに先生が！？（２）, su Kodansha. URL consultato il 30 settembre 2018.
7. ↑  (JA) なんでここに先生が！？（２）特装版, su Kodansha. URL consultato l'11 ottobre 2021.
8. ↑  (JA) なんでここに先生が！？（３）, su Kodansha. URL consultato il 30 settembre 2018.
9. ↑  (JA) ＣＤ付き なんでここに先生が！？（３）限定版, su Kodansha. URL consultato l'11 ottobre 2021.
10. ↑  (JA) なんでここに先生が！？（４）, su Kodansha. URL consultato il 30 settembre 2018.
11. ↑  (JA) なんでここに先生が！？（４）特装版, su Kodansha. URL consultato l'11 ottobre 2021.
12. ↑  (JA) なんでここに先生が！？（５）, su Kodansha. URL consultato il 30 settembre 2018.
13. ↑  (JA) なんでここに先生が！？（５）特装版, su Kodansha. URL consultato l'11 ottobre 2021.
14. ↑  (JA) なんでここに先生が！？（６）, su Kodansha. URL consultato l'8 marzo 2019.
15. ↑  (JA) なんでここに先生が！？（６）特装版, su Kodansha. URL consultato l'11 ottobre 2021.
16. ↑  (JA) なんでここに先生が！？（７）, su Kodansha. URL consultato l'11 ottobre 2021.
17. ↑  (JA) ＤＶＤ付き なんでここに先生が！？（７）限定版, su Kodansha. URL consultato l'11 ottobre 2021.
18. ↑  (JA) なんでここに先生が！？（８）, su Kodansha. URL consultato l'11 ottobre 2021.
19. ↑  (JA) ＤＶＤ付き なんでここに先生が！？（８）限定版, su Kodansha. URL consultato l'11 ottobre 2021.
20. ↑  (JA) なんでここに先生が！？（９）, su Kodansha. URL consultato l'11 ottobre 2021.
21. ↑  (JA) ＤＶＤ付き なんでここに先生が！？（９）限定版, su Kodansha. URL consultato l'11 ottobre 2021.
22. ↑  (JA) なんでここに先生が！？（１０）, su Kodansha. URL consultato l'11 ottobre 2021.
23. ↑  (JA) なんでここに先生が！？（１０）特装版, su Kodansha. URL consultato l'11 ottobre 2021.
24. ↑  (JA) なんでここに先生が！？（１１）特装版, su Kodansha. URL consultato l'11 ottobre 2021.
25. ↑  (EN) Why the hell are you here, Teacher!? TV Anime Reveals Cast, Staff, Visual, su animenewsnetwork.com, Anime News Network, 30 settembre 2018. URL consultato il 30 settembre 2018.
26. ↑  (EN) 'Why the hell are you here, Teacher!?' Anime's 2nd Promo Video Reveals April 7 Premiere, su animenewsnetwork.com, Anime News Network, 8 marzo 2019. URL consultato l'8 marzo 2019.
27. ↑  (EN) 'Why the hell are you here, Teacher!?' Anime Unveils Additional Cast & Staff, Opening Song Artist, su animenewsnetwork.com, Anime News Network, 10 febbraio 2019. URL consultato il 10 febbraio 2019.
28. ↑  (JA) TVアニメ「なんでここに先生が!?」公式サイト, su nankoko-anime.com. URL consultato l'8 aprile 2019 (archiviato dall'url originale il 27 gennaio 2021).
29. ↑   Sentai Filmworks Lands "Why the Hell are You Here, Teacher!?", su sentaifilmworks.com, Sentai Filmworks, 30 marzo 2019. URL consultato il 30 marzo 2019 (archiviato dall'url originale il 30 marzo 2019).
30. ↑  (EN) 'Why the hell are you here, Teacher!?' Anime's Blu-ray Box to Include Unaired Episode, su animenewsnetwork.com, Anime News Network, 6 aprile 2019. URL consultato il 6 aprile 2019.
31. ↑  (JA) なんでここに先生が!?, su Tokyo MX. URL consultato il 7 aprile 2019 (archiviato dall'url originale il 7 aprile 2019).